# 方建烈
方建烈（1909年1月—1990年2月），曾用名方成、方永、方圣录、范明方，山東省新泰縣龍廷區（現新泰市青雲街道）人。曾任浙江省平湖縣人民政府縣長。

## 生平
方建烈出生於1909年1月，新泰市北師鄉後孤山村人。
1937年8月參加革命，1939年3月由刘建义、刘瑞宝介绍加入中國共產黨。
抗日戰爭勝利後，方任新泰縣各界救國聯合會主任，1948年3月，提任新泰縣長。:68
中華人民共和國成立後，歷任浙江省平湖縣政府縣長、嘉興專署民政科科長、浙江省民政廳優撫處副處長、民政處處長、福利處處長等職務。
1990年2月，方病逝於杭州。